# Плитвицкая Кровавая Пасха
Плитвицкая Кровавая Пасха (хорв. Plitvički Krvavi Uskrs, серб. Крвави Васкрс на Плитвицама) — инцидент, произошедший поздней весной 1991 года в районе Национального парка Плитвицкие озёра в Хорватии, в ходе которого произошло первое серьёзное обострение отношений центрального правительства Югославии и республиканских властей Хорватии. В ходе плитвицких событий появились первые убитые и раненые в начинавшемся конфликте.

## Предыстория
Рост националистических настроений в Югославии привел к её распаду, начавшемуся в 1990 году. Пришедшее к власти в Хорватии Хорватское демократическое содружество во главе с Франьо Туджманом провело ряд мер, которые жившие в Хорватии сербы оценили как националистические и дискриминационные. Особое внимание они обращали на запрет кириллицы в официальной переписке, изменение республиканских символов, массовые увольнения сербов и т. д. Летом 1990 года хорватские сербы начали создание культурно-политической автономии, которая объединяла те общины, где сербы составляли большинство либо значительный процент населения. Движение за автономию сербов в рамках Хорватии переросло в движение за присоединение к Югославии, с одной стороны, из-за политики Хорватии, направленную на полную самостоятельность республики, а с другой — из-за поданных Белградом надежд на поддержку в борьбе за объединение всех сербов в одном государстве. В историографии эти события именуются Революцией бревен. Американский исследователь Крейг Нейшн в своей монографии «Война на Балканах 1991—2002» отмечал, что национализм хорватского правительства спровоцировал сербов на ответную реакцию, и они приступили к объединению муниципалитетов. Их в этом поддержали сербские республиканские власти. Хотя сербы в Краине использовали тот же диалект сербскохорватского языка, что и хорваты, а их образ жизни ничем не отличался от хорватского, они были православными христианами и хорошо помнили ту резню, которую над ними устроили хорватские фашисты в годы Второй мировой войны. В Хорватии Революцию бревен назвали сербским восстанием (хорв. Srpska pobuna). Страх хорватских сербов перед возрождением фашизма в Хорватии сами хорватские власти считали, с одной стороны, беспочвенным, а с другой — видели в нём проявления «великосербского империализма». Территории под контролем краинских сербов были названы оккупированными и было заявлено о стремлении восстановить на них конституционный порядок.
14 мая 1990 года, ещё до начала сербско-хорватского противостояния, руководство Югославской народной армии конфисковало оружие со складов Территориальной обороны на территории Хорватии. Это объяснялось тем, что новые хорватские власти взяли курс на отделение от Югославии. Летом-осенью 1990 года в силовых структурах СР Хорватии произошёл своеобразный обмен. Из республиканского МВД были уволены все сербы, которые отказались подписать «листы лояльности» новому хорватскому правительству. В то же время, в Книне и ряде других городов, где сербы составляли большинство населения, хорваты практически полностью были уволены из милиции. В январе 1991 года в САО Краине было создано своё МВД под руководством Милана Мартича. Оно объединило секретариаты милиции на подконтрольной территории. Милиция Краины в тот момент стала основной вооруженной силой краинских сербов. Кроме непосредственно кадровых милиционеров её пополняли местные ополченцы.
В свою очередь, у Хорватии отсутствовали вооруженные силы и запасы оружия. Чтобы исправить положение министр обороны СР Хорватии Мартин Шпегель в 1990 году организовал контрабанду оружия из Венгрии и ряда других стран. Число полицейских выросло до 20 000 в регулярных подразделениях и до 10 000 в резерве. Резерв состоял из 16 батальонов и 10 рот. Полицейский спецназ насчитывал до 3000 бойцов в 12 военизированных батальонов. Но и с учётом покупок за границей хорватской полиции не хватало оружия.
Для консолидации своей территории руководство САО Краины решило включить в свой состав малонаселенный район Плитвицких озёр, относящийся к общине Титова-Кореница, где сербы составляли подавляющее большинство населения. 25 марта в Плитвицах прошел митинг, на котором сербы выступили с требованием присоединить эти земли к САО Краине. 28 марта около 100 сербских милиционеров и ополченцев заняли парк Плитвицкие озера. По мнению журналиста Тима Джадаха, сербы стремились взять под контроль идущую через парк дорогу, которая связывала сербские общины Лики с Кордуном.

## Ход событий
29 марта хорватские полицейские встретили серьёзный отпор сил сербской территориальной обороны под руководством Милана Мартича, поддерживаемых отрядами добровольцев из Сербии под командованием Воислава Шешеля (этот факт достоверно не установлен, так как расследование дела против Шешеля в Гаагском трибунале не завершено). Правительство Туджмана решило вернуть парк силой.
31 марта, в пасхальное воскресенье, хорватская полиция вошла в национальный парк, чтобы изгнать сербов. Сербские отряды устроили засаду на автобус, перевозивший хорватских полицейских на дороге к северу от Коренице, в результате чего произошла перестрелка. В ходе столкновений были убиты два человека, один хорват и один сербский полицейский, 20 человек получили ранения, 29 сербских ополченцев и полицейских были захвачены в плен хорватскими силами. Среди заключенных был, в частности, Горан Хаджич, который позднее стал президентом Республики Сербская Краина.
В ночь на 31 марта прошло заседание Президиума союзного правительства Югославии, где обсуждалась ситуация на Плитвицких озёрах. Югославской народной армии (ЮНА) был отдан приказ вмешаться, чтобы создать буферную зону между двумя сторонами, и тем самым положить конец боевым столкновениям.
1 апреля югославская армия создала буферную зону между конфликтующими сторонами, задействовав подразделений 1-й Военной области и 5-й Военной области. В операции приняли участие батальон 329-й бронетанковой бригады из Баня-Луки, батальон 6-й горной бригады из Делнице, разведывательная рота и механизированный батальон 4-й бронетанковой бригады из Ястребарско, батальон 306-го легкого артиллерийского полка ПВО из Загреба, рота 367 года полка связи из Самобора, рота 13-го батальона военной полиции и батарея ПВО 13-й пролетарской моторизованной бригады из Риеки. В самом Плитвицком парке был создан передовой командный пункт 5-й Военной области. Силами ЮНА в Плитвицах командовал полковник Иван Штимац.
2 апреля командование ЮНА приказало специальным подразделениям хорватской полиции покинуть национальный парк, что они и сделали.

## Дальнейшие события
По мнению хорватского военного историка Давора Марьяна, после событий в Плитвицах ЮНА перешла к созданию буферных зон между сербами и хорватами во многих районах САО Краины. Кроме региона Лика такие зоны были созданы и в Северной Далмации, где армейские блокпосты перекрыли дороги, ведущие из прибрежных городов в Книн, Бенковац и т. д. Федеральная армия не пропускала хорватский полицейский спецназ в эти районы, что позволило сербам продолжить консолидацию общин и развитие органов власти.
Погибший полицейский Йосип Йович в Хорватии считается первой жертвой войны. В 1994 году в его родном селе Аржано ему был установлен памятник. Также, после окончания войны, памятник был поставлен на месте его гибели, где ежегодно проводятся памятные мероприятия.